# Biserica „Sfântul Nicolae” din Ordășei
Biserica „Sf. Nicolae” este o biserică amplasată în Ordășei, raionul Telenești, Republica Moldova. Este un monument arhitectural de importanță națională inclus în Registrul monumentelor Republicii Moldova ocrotite de stat cu nr. 1538 (raionul Telenești). Datează din 1831.